# Alexander Strachan
Alexander Strachan (Monoughmore, Ladysmith (KwaZoeloe-Natal),  9 juni 1955) is een Afrikaanstalige Zuid-Afrikaanse schrijver.

## Biografie
Alexander Strachan groeide op op een boerderij (plaas) als oudste van drie kinderen. Hij leerde als kind Zoeloe van de kinderen van de arbeiders op de boerderij. Op dertienjarige leeftijd verhuist het gezin. Hij gaat naar de Hogere Landbouwschool in Tweespruit, waar hij in 1972 eindexamen doet. Hij vervult zijn militaire dienstplicht, neemt deel aan operaties in de zgn. grensoorlogen (Angola) en gaat daarna naar de Universiteit van de Vrystaat in Bloemfontein, waar hij, aanvankelijk alleen als bijvakken, Afrikaans-Nederlands, Zoeloe en Zuid-Sotho studeert. Hij promoveert in 1988 aan de Universiteit van Pretoria met "Uthingo lwenkosazana" van DBZ Ntuli: ’n narratologiese ondersoek. 
Van 1978 – 1996 is Alexander Strachan docent Bantoetalen en Afrikaanse talen aan diverse Zuid-Afrikaanse universiteiten (Universiteit van die Vrystaat Bloemfontein, Unisa, Pretoria, Universiteit van Vista (inmiddels opgeheven), Universiteit van Zoeloeland, KwaZoeloe-Natal). Hij nam Afrikaans als bijvak tijdens zijn studie in Bloemfontein, ontmoette Etienne Leroux, woonde een letterkunde conferentie bij en begon daarna in 1979, met schrijven. Zijn debuut ’n Wêreld sonder grense, verschenen in 1984, verhaalt van het geweld en van de ontreddering die de deelname aan de grensoorlogen veroorzaakt bij een jongeman die opgegroeid is in een Afrikaner macho-omgeving en die terugkeert naar huis, om te merken dat hij daar niet meer kan functioneren zoals vroeger.
In het latere werk van Strachan keren geweld, de jacht en wild steeds als thema's terug. Tegenwoordig woont en werkt Strachan samen met zijn broer op de vroegere boerderij van zijn grootvader in Harrismith. Sinds 1996 is hij, behalve veeboer, fulltime schrijver.